# Воронина
Воро́нина (рос. Воронина) — присілок у складі Ішимського району Тюменської області, Росія.
Населення — 169 осіб (2010, 244 у 2002).
Національний склад станом на 2002 рік:
- росіяни — 90 %